# Euthalia ergena
Euthalia ergena är en fjärilsart som beskrevs av Hans Fruhstorfer 1913. Euthalia ergena ingår i släktet Euthalia och familjen praktfjärilar. Inga underarter finns listade i Catalogue of Life.